# Гірські трубопроводи
Гірські трубопроводи (рос. горные трубопроводы; англ. mountain pipelines; нім. Bergrohrleitungen f pl) – трубопроводи, які споруджуються на дуже пересіченій місцевості, яка характеризується чергуванням крутих піднять і спусків, наявністю ділянок з поздовжніми і поперечними нахилами рельєфу (косогорів). 
У залежності від крутості нахилів і їх розташування прокладають підземні і наземні гірські трубопроводи, а в особливо складних випадках їх споруджують у тунелях.